# Tangerang de Sud
Tangerang de Sud este un oraș din provincia Banten, Indonezia. Situat la 30 km la granita de sud-vest a Jakarta, orașul face parte din zona metropolitană a Greater Jakarta. A fost separat administrativ de Regiunea Tangerang la 29 octombrie 2008. Conform recensământului din 2010, populația sa era de 1.290.322, iar la recensământul intermediar 2015 aceasta a crescut la 1.538.970, în timp ce ultima estimare oficială la mijlocul anului 2019 este de 1.755.112. Suprafața totală este de 147.19 km².

## Geografie

### Climat
| Date climatice pentru Tangerang de Sud (1991-2020) | Date climatice pentru Tangerang de Sud (1991-2020) | Date climatice pentru Tangerang de Sud (1991-2020) | Date climatice pentru Tangerang de Sud (1991-2020) | Date climatice pentru Tangerang de Sud (1991-2020) | Date climatice pentru Tangerang de Sud (1991-2020) | Date climatice pentru Tangerang de Sud (1991-2020) | Date climatice pentru Tangerang de Sud (1991-2020) | Date climatice pentru Tangerang de Sud (1991-2020) | Date climatice pentru Tangerang de Sud (1991-2020) | Date climatice pentru Tangerang de Sud (1991-2020) | Date climatice pentru Tangerang de Sud (1991-2020) | Date climatice pentru Tangerang de Sud (1991-2020) | Date climatice pentru Tangerang de Sud (1991-2020) |
| Luna                                               | Ian                                                | Feb                                                | Mar                                                | Apr                                                | Mai                                                | Iun                                                | Iul                                                | Aug                                                | Sep                                                | Oct                                                | Nov                                                | Dec                                                | Anual                                              |
| -------------------------------------------------- | -------------------------------------------------- | -------------------------------------------------- | -------------------------------------------------- | -------------------------------------------------- | -------------------------------------------------- | -------------------------------------------------- | -------------------------------------------------- | -------------------------------------------------- | -------------------------------------------------- | -------------------------------------------------- | -------------------------------------------------- | -------------------------------------------------- | -------------------------------------------------- |
| Maxima medie °C (°F)                               | 31.0 (87,8)                                        | 30.8 (87,4)                                        | 32.0 (89,6)                                        | 32.5 (90,5)                                        | 32.7 (90,9)                                        | 32.4 (90,3)                                        | 32.5 (90,5)                                        | 33.0 (91,4)                                        | 33.5 (92,3)                                        | 33.5 (92,3)                                        | 32.7 (90,9)                                        | 31.7 (89,1)                                        | 32,4 (90,3)                                        |
| Media zilnică °C (°F)                              | 27.2 (81)                                          | 27.0 (80,6)                                        | 27.7 (81,9)                                        | 28.0 (82,4)                                        | 28.1 (82,6)                                        | 27.6 (81,7)                                        | 27.3 (81,1)                                        | 27.5 (81,5)                                        | 27.8 (82)                                          | 28.2 (82,8)                                        | 28.0 (82,4)                                        | 27.5 (81,5)                                        | 27,7 (81,9)                                        |
| Minima medie °C (°F)                               | 23.3 (73,9)                                        | 23.2 (73,8)                                        | 23.3 (73,9)                                        | 23.5 (74,3)                                        | 23.4 (74,1)                                        | 22.8 (73)                                          | 22.1 (71,8)                                        | 21.9 (71,4)                                        | 22.1 (71,8)                                        | 22.8 (73)                                          | 23.3 (73,9)                                        | 23.3 (73,9)                                        | 22,9 (73,2)                                        |
| Sursă: Cuaca Tangerang Selatan                     |                                                    |                                                    |                                                    |                                                    |                                                    |                                                    |                                                    |                                                    |                                                    |                                                    |                                                    |                                                    |                                                    |

## Legături externe
- Site oficial Arhivat în 8 aprilie 2022, la Wayback Machine.

Format:Banten